# Kamānkesh
Kamānkesh (persiska: كَمَنكَش, كمانكش) är en ort i Iran.   Den ligger i provinsen Markazi, i den centrala delen av landet, 280 km sydväst om huvudstaden Teheran. Kamānkesh ligger 2 064 meter över havet och antalet invånare är 109.
Terrängen runt Kamānkesh är kuperad norrut, men söderut är den platt.Runt Kamānkesh är det ganska glesbefolkat, med 48 invånare per kvadratkilometer. Närmaste större samhälle är Qūrchī Bāshī, 13,0 km öster om Kamānkesh. Trakten runt Kamānkesh består i huvudsak av gräsmarker.